# Woortman

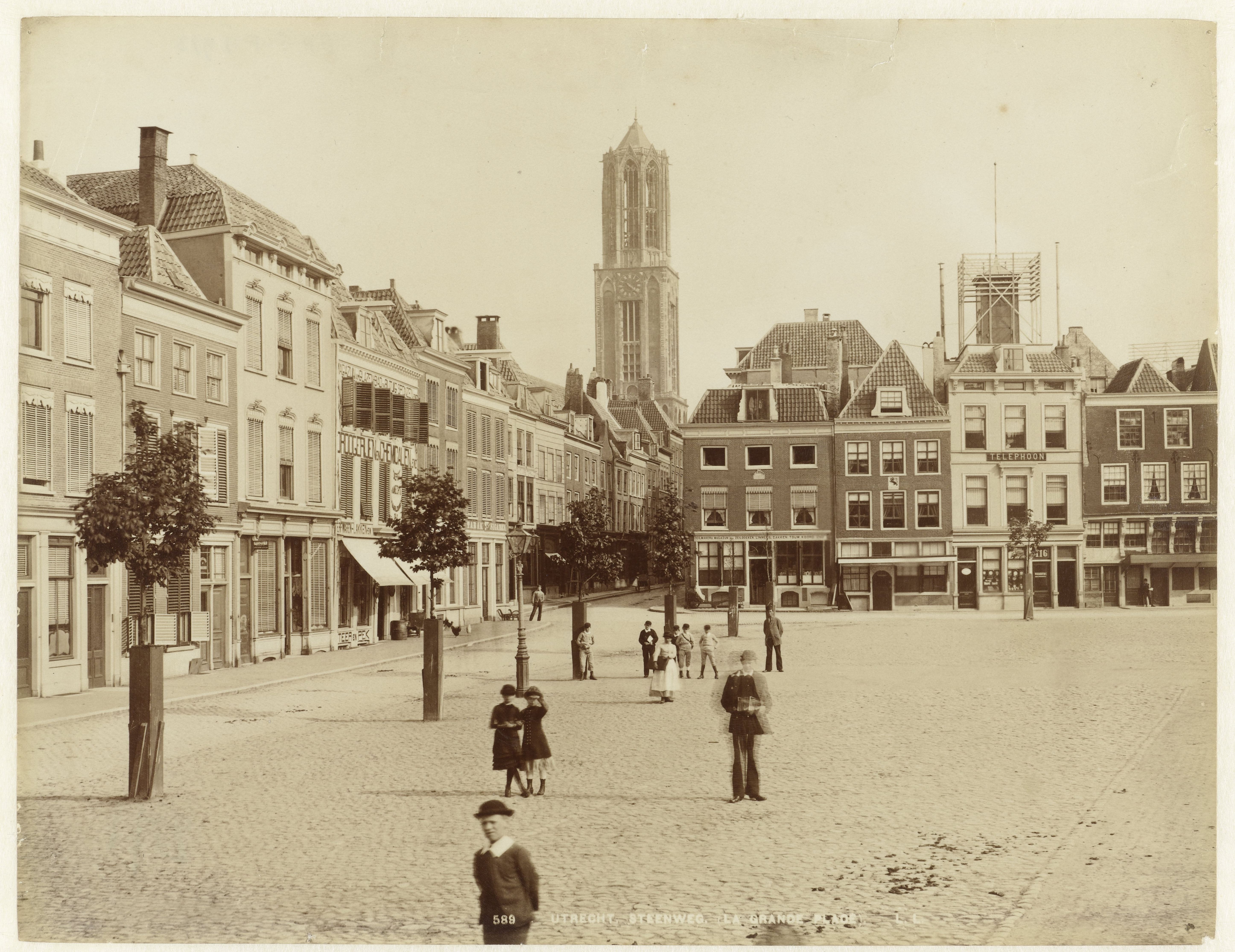
De Neude in Utrecht, eind negentiende eeuw, met links drogisterij Woortman (winkel met luifel).

Woortman is een drogisterij op de Neude in de Nederlandse stad Utrecht. 

## Geschiedenis
De drogisterij is gevestigd op Neude 3, waar in het begin van de negentiende eeuw boekhandelaar Hermanus Hendrikus Kemink gevestigd was. Het winkel-woonpand is een gemeentelijk monument. Hoewel het een negentiende-eeuws uiterlijk heeft, dateert het mogelijk uit de middeleeuwen.
De winkel draagt de naam van Johan Christoffel Woortman (1840-1920), die vanaf 1877 eigenaar was. Volgens overlevering werd de winkel opgericht in 1851 en is daarmee de oudste drogisterij van Utrecht. Uit het bevolkingsregister blijkt echter dat de eerste drogist - toen nog koopman in apothekersbenodigdheden geheten - zich in 1877 op dit adres vestigde. In 1860 werd de winkel nog gebruikt door boekhandelaar J. Esnorff, die Kemink op dit adres had opgevolgd. Het gezin Esnorff woonde nog in 1867 op dit adres, maar verhuurde de winkel in die periode aan handelaren die hier tijdelijk hun waren verkochten.
Drogisterij Woortman werd in de twintigste eeuw voortgezet door K. Plantinga. Eind jaren veertig nam diens dochter en haar man de zaak over. Rond 1980 werd Hans Rijkhof eigenaar. Het interieur bleef steeds ongewijzigd.
De winkel onderscheidt zich heden ten dage door de verkoop van stijfsel en de productie van verschillende soorten was. De winkel heeft verder een assortiment schilderspigment, plantaardige kleurstoffen voor wol en zijde en kruiden.
Drogisterij Woortman zal in 2025 sluiten.